# مدن مستحيلة: التجربة الطوباوية
مسرحية مدن مستحيلة: التجربة المثالية هي مسرحية متعددة التخصصات مستوحاة من رواية مدن لا مرئية [الإنجليزية] لإيتالو كالفينو وتناقش وتتضمن مصير أربعة مجتمعات مثالية مختلفة في الولايات المتحدة. قدمت المسرحية على مسرح وولكاباوت وعُرضت لأول مرة في معرض بيتر جونز. وقد نشأت عن عرض منفرد لـ سيث بوكلي، الذي أيضًا يؤدي العرض الأطول في المسرحية.
لعبت جيسيكا هدسون دور شخصية واحدة، تعمل كدور سيد الاحتفالات وتروي عددا من الفصول من كتب كالفينو . والممثلون الاربعة الآخرون في المسرحية يناقشون تجربة مثالية واحدة، والعديد من خطاباتهم عبارة عن سير ذاتية، وكلها عن العلاقة الصريحة بين رؤى المؤسسين وتفاصيل التخطيط العمراني . و كلوي جونستون تناقش كيف ادى اكتشاف كتاب طهي بالصدفة إلى اهتمامها بمستعمرات امانا. ويتحدث السيد سيث زورير عن الحياة في منطقة كلاريون - يوتا ، موقع تجربة يهودية للحياة الريفية في أوائل القرن العشرين، وهي تجربة شارك فيها سيث أجداده.ويناقش اير مورفين، في الجزء الأكثر من سيرته الذاتية، مشروع اركوسانتي لباولو سوليري في صحراء اريزونا. ويتناول سيث بوكلي، أولاً، حياة جوزيف سميث وتاريخ المورمونية ، لا سيما في مجتمع مدينة ناوفو -إلينوي ، وثانيًا، إتيان كابيه ، الاشتراكي الفرنسي الذي جلب مئات المستوطنين إلى مدينة ناوفو بعد أن أجبر اتباع مذهب التقاليد الدينية على المغادرة.
تمت التوصية بالمدن المستحيلة في الجزء "Three to See" من Eight Forty-Eight ، محطة إذاعة شيكاغو العامة WBEZ

## روابط خارجية
- Walkabout Theater homepage
- Paul Metzger's page on his musical contributions
- Peter Jones Gallery homepage